# 扬·卡普林斯基
扬·卡普林斯基（1941年1月22日—2021年8月8日）是爱沙尼亚诗人、散文家、翻译家、文化评论家和哲学家。他关注全球问题，支持左翼自由主义思想。他还深受东方哲学（道教和佛教）的影响。
卡普林斯基最初以写诗成名，后来转向散文创作，所著诗集包括《来自尘埃和色彩》、《沃鲁玛上的白线》、《长出的新石头》、《夜晚带回万物》、《几度春夏》和《沉默变成了色彩》等等。
卡普林斯基是塔尔图市荣誉市民，曾获三级、四级国徽勋章。他还获得了爱沙尼亚国家文化基金会的终身成就奖，并多次被提名诺贝尔文学奖。

## 荣誉

### 爱沙尼亚勋章奖章
- 四等国徽勋章（英语：Order of the National Coat of Arms）（1997年2月18日批准，1997年2月20日颁发[3]）
- 三等国徽勋章（英语：Order of the National Coat of Arms）（2006年2月6日批准[4]）